# Can Busquets (Canet de Mar)
Can Busquets és una obra de Canet de Mar (Maresme) protegida com a bé cultural d'interès local.

## Descripció
Catàleg del Patrimoni Arquitectònic i Elements d'Interès Històric Artístic - B 118
Es tracta d'una casa de planta baixa i un pis. La composició de la façana és simètrica i segueix una estètica neoclàssica, amb ornamentació geomètrica i floral a les llindes de les finestres. L'ordre entre els balcons i la repetició de les cornises organitza la composició de la façana. Al primer pis presenta un balcó principal sustentat per mènsules i als costats hi ha balcons enrasats al nivell de la façana. Al damunt de la porta principal hi ha la inscripció: 1886, mentre que a la porta lateral d'accés al jardí apareix aquesta altra data: 1863.
Al centre de la casa hi ha una torre, bessona de la del número 22 del carrer Ample, el cupulí de la qual va ser escapçat pel deteriorament que patia.